# Alma y vida (álbum)
Alma y Vida Vol. 1 es el álbum de estudio debut de la banda de rock argentina Alma y Vida. Fue publicado en 1971 por la discográfica RCA Vik. Las letras del disco alternan temáticas amorosas con otras de compromiso social y político, elementos que serán característicos en las líricas de toda la carrera del grupo.

## Lista de canciones
| N.º | Título                                                                             | Duración |  |
| 1.  | «Mujer Gracias Por Tu Llanto» (Bernardo Baraj, Carlos Mellino, Ricardo Lew)        | 3:23     |  |
| 2.  | «Me Siento Dueño Del Mundo» (Bernardo Baraj, Carlos Mellino, Juan Barrueco)        | 2:51     |  |
| 3.  | «Hace Tiempo» (Bernardo Baraj, Carlos Mellino)                                     | 4:03     |  |
| 4.  | «Realidad de Sentir» (Bernardo Baraj, Carlos Mellino)                              | 3:05     |  |
| 5.  | «La Morada» (Gustavo Moretto)                                                      | 3:51     |  |
| 6.  | «Veinte Monedas» (Carlos Mellino, Esteban Mellino, Gustavo Moretto, Juan Barrueco) | 2:38     |  |
| 7.  | «Lágrima de Ciudad» (Carlos Mellino, Esteban Mellino)                              | 9:31     |  |
| 8.  | «Y... Esto...?» (Gustavo Moretto, Juan Barrueco)                                   | 1:19     |  |
| 9.  | «La Gran Sociedad» (Bernardo Baraj, Carlos Mellino)                                | 3:35     |  |

## Integrantes
- Guitarra acústica, guitarra eléctrica, coros: Juan Barrueco
- Batería, percusión, Coros: Alberto Hualde
- Bajo eléctrico, bombo (sinfónico), coros: Carlos "Carnaby" Villalba
- Primer Vocalista, Órgano: Carlos Mellino
- Técnicos de Grabación: Alejandro R. Torres, Osvaldo Casajus, Salvador Barresi
- Sonidista: Guillermo Sacchi
- Saxofón Tenor, Saxofón Soprano, Saxofón Barítono, Flauta traversa, Coros: Bernardo Baraj
- Trompeta, Flauta dulce, Primer Vocalista en "La Morada": Gustavo Moretto.[1]